# ميغيل دي لا فيوينت
ميغيل دي لا فيوينت (بالإسبانية: Miguel de la Fuente Escudero) هو لاعب كرة قدم إسباني في مركز الهجوم، ولد في 3 سبتمبر 1999 في Tudela de Duero ‏ في إسبانيا. لعب مع ريال بلد الوليد ب وريال بلد الوليد.

## وصلات خارجية
- ميغيل دي لا فيوينت على موقع قاعدة بيانات كرة القدم.إي يو (الإنجليزية)
- ميغيل دي لا فيوينت على موقع Soccerway.com (الإنجليزية)